# Аболинь, Элерт Волдемарович
Элерт Вол(ь)демарович Аболинь(ш) (латыш. Elerts Ābolin̦š; род. 1928) — советский латвийский партийный, государственный, литературный и хозяйственный деятель. Главный редактор Латвийской советской энциклопедии в 12 томах. Депутат Верховного Совета Латвийской ССР 8 — 9 созывов. Член ЦК КП Латвии.

## Биография
Окончил Латвийский государственный университет.
С 1951 года — председатель плановой комиссии Приекульского райисполкома, заместитель председателя плановой комиссии Лиепайского областного Совета народных депутатов.
В 1957 году вступил в КПСС.
В последующие годы — начальник промышленного отдела Госплана Латвийской ССР; затем заместитель начальника Центростата ЛатССР.
В течение тринадцати лет, с 1958 до 1970, являлся начальником Центрального статистического управления Латвийской ССР.
С 1970 года — первый заместитель председателя Государственной плановой комиссии Совета Министров Латвийской ССР.
На протяжении восьми лет являлся главным редактором Латвийской советской энциклопедии (Latvijas padomju enciklopēdija) в двенадцати томах — универсального энциклопедического издания на латышском языке, выпущенного в период с 1981 по 1988 год.
Избирался членом ЦК КП Латвии, депутатом Верховного Совета Латвийской ССР 8-го и 9-го созывов от Салдусского избирательного округа № 276 Салдусского района.

## Сочинения
- Проблемы повышения благосостояния народа и изучения потребительского спроса населения [Текст] : Тезисы докладов межресп. науч. конференции / Госплан ЛатвССР. Междувед. совет по изучению спроса на товары нар. потребления и уровня жизни населения при Госплане Латв. ССР. — Рига : Латв. гос. ун-т, 1975. — 37 с.; 19 см.

## Награды и звания
- Заслуженный экономист Латвийской ССР